# Rauisuchus
Rauisuchus is een geslacht van uitgestorven reptielen dat behoort tot de Rauisuchia. Het leefde in het Midden-Trias (ongeveer 240 - 230 miljoen jaar geleden) en zijn fossiele overblijfselen zijn gevonden in Brazilië.

## Beschrijving
De fossiele resten maken het mogelijk om een viervoetig dier te reconstrueren met een vrij massieve bouw, met een lengte van ongeveer vier meter. De hoogte bij de heupen was rond de negentig centimeter en het gewicht zou misschien wel tweehonderdvijftig kilogram kunnen bereiken. De schedel was robuust van structuur en voorzien van een vrij grote fenestra antorbitalis, terwijl de tanden lang en naar achteren gebogen waren.

## Naamgeving
In 1928 of 1929 vond de fossielenjager Wilhelm ('Guilherme') Rau een skelet met schedel van een archosauriër. In 1938 benoemde Friedrich von Huene hiervoor de soort Rauisuchus tiradentes, zij het zonder een voldoende beschrijving zodat de naam een ongeldig nomen nudum bleef. In 1942 benoemde Von Huene geldig de typesoort Rauisuchus tiradentes. De geslachtsnaam eert Rau. De soortaanduiding betekent 'verscheurende tanden' vanuit het Neolatijn tirare, 'verscheuren' en het Latijn dens, 'tand'. Dit is meteen een verwijzing naar de Zahnsanga-vindplaats in het huidige Paleorrota Geopark in Brazilië.
Het typespecimen bestaat in wezen uit een reeks syntypen uit de publicatie door Von Huene die in 1976 door Krebs werd uitgekozen als het lectotype: BSP AS XXV-60-68, 71-100, 105-119, 121. Von Huene wees meteen een linkerbovenkaaksbeen met tanden erin toe, Funde Nr. 1025, en een tweede skelet, zonder schedel, Funde Nr. 1020. Parrish wees in 1993 nog wat voor de oorlog gevonden materiaal toe. De toegewezen specimina missen onderscheidende kenmerken zodat hun toewijzing eigenlijk ongefundeerd is, hoewel meestal weinig twijfel bestaat over hun affiniteit met Rauisuchus.

## Fylogenie
Rauisuchus geeft zijn naam aan de grote groep rauisuchiden, archosauriërs met roofzuchtige gewoonten die wat lijken op krokodillen. In het bijzonder wordt aangenomen dat Rauisuchus verwant was aan vormen als Postosuchus, Fasolasuchus en Teratosaurus.